# Влахо-български грамоти
Влахо-българските грамоти и хронологично следващите ги влахо-молдовски грамоти са паметници на българския език и средновековната история от земите на днешна Румъния, създадени най-вече от влашките и молдовските войводи в периода ХIV-ХVII век на влахо-молдовска редакция на старобългарския език.

## Значение
Тези грамоти са сред най-важните паметници и извори за изследване на българския език и история от времето от последните български царе преди падането под турско владичество до началото на Възраждането. Те са исторически извори и ценни автентични свидетелства за проучване на народните говори в Румъния, които принадлежат към групата на българските говори и за историята на българския език.
Грамотите имат и уникална историческа стойност. Те свидетелстват, че подобно на българските и руските царе и на немския кайзер, извеждащи титула си според римо-византйската традиция от името на Юлий Цезар, титулът на влашките войводи неизменно е Іw средновековното записване на Йоан - от името Йоан Асен на българския царски дом, техен сюзерен и безспорен авторитет за тях, от който те получават властта си.. Именно там по безспорен начин е посочено, че Влашкото княжество е васално на България чак до падането на Търновското царство под турска власт и че по времето на цар Иван Шишман на Карпатите има българска митница при прохода между замъка Бран и Рукър.

## Изследвания
Те са обект на научни изследвания още преди средата на ХIХ век от руски учени, по-специално от Юрий Венелин от 1830 г. Вниманието и интересът към към тях не е намалял. Обстойното им издирване, изучаване и публикуване са дело на проф. Любомир Милетич. Най-голям брой се съхраняват в Румънската академия на науките, Румънската национална библиотека и други румънски музеи и архиви.

## Същност
По форма това са кратки влашки официални документи с разнообразен предмет: за дарения, административни, политически, потвърдителни, съдебни, за покупко-продажби и т.н. Написани са на говорим български език, съществено отличаващ се от средновековния църковен български език, използван в богослужебната литератуа.

## Епоха на създаване
Открити са десетки влахо-български и влахо-молдовски грамоти. Най-старата запазена грамота е от времето на войводата Владислав (1364-1372), но не може да бъде датирана по-точно. Най-старата точно датирана грамота е от 1379 г. Последните, които могат да се отнесат към тази група, средновековни документи са от ХVII век от времето на управлението на Константин Бранковяну.